# 筋筋膜性疼痛症候群
筋筋膜性疼痛症候群（きんきんまくせい とうつうしょうこうぐん, Myofascial Pain Syndrome, MPS）とは、体の筋肉に時に激しい疼痛を生じる病気である。この病気が発生する可能性がある筋肉は全身の筋肉である。アメリカでは Chronic Myofascial Pain (CMP) 、Myofascial pelvic pain syndrome (MPPS)と病名を変更する動きもある。
原因やメカニズムはある程度解明されているが、血液検査、MRI、コンピュータ断層撮影など、通常の西洋医学で行われる検査では目に見える根拠がでない事もあり、この病気の存在そのものが医学界はもとより患者の間にも十分に認知されていないため、椎間板ヘルニア、脊柱管狭窄症、すべり症、半月板損傷など神経根障害による痛みと誤った診断をされるケースがある。
また、現在、特に日本ではこの病気に対する認知度が医師、患者の双方で非常に低いため、初期の段階で適切な治療を受ける事が難しく、治療の開始が遅れることにより、痛みの信号を脳に長時間に渡って入れて慢性化させ、まだ解明しきれていない複雑な脳の働きも関与させてしまい、完治を難しくしている実状もある。

## 症状
体の特定部位に疼痛を発生させる。時にその痛みは歩行、座る事、立つ事など日常生活を困難にするほどの強い疼痛になる事がある。痛みの種類は人や時により異なるが、焼けるような、刺すような、うずくような痛みとして例えられている。また、時間の経過とともに痛みの種類、場所が変化する場合もある。
激しい運動等の過負荷により筋肉が微少損傷を受けた場合、その部分の筋肉が収縮して、一般に言う筋肉痛の症状が現れ、通常は数日から数週間で自己回復する。しかし、回復の過程でさらに過負荷をかけたり、冷やしたりして血行の悪い状態にすると、この収縮が元に戻らなくなり、筋肉が拘縮状態になり痛みを発生し続ける。この状態を「索状硬結（さくじょうこうけつ、Taut Band）」または「筋硬結（きんこうけつ、Muscle Knots）」と呼び、索状硬結部位へ物理的に力を加えると強い痛みを感じる事から、この状態の部位を圧痛点 (Tender Point) と呼ぶ。
この病気の特徴の一つに、痛みは索状硬結部位だけでなく、その部位をはじめに周辺まで広い範囲に疼痛を発生させるという点がある（関連痛）。圧痛点の中で物理的に力を加えると周辺部まで強い痛みを感じさせる圧痛点を特にトリガーポイント（発痛点）と呼ぶ。例えば、腰の横の部分にある小臀筋に発生したトリガーポイントは、足全体に疼痛を引き起こすことがある。疼痛の感じ方は人それぞれであり、同じ人でも時間の経過と共に、疼痛の種類、疼痛の部位が変化する場合もある。

## 原因
複数の要因により発生すると考えられている。まず、縮んでいる筋肉への急激な過負荷、足の長さの不一致、骨格系の歪みなどによる筋肉の損傷が基本的な原因と考えられている。また、悪い姿勢、長時間の同じ姿勢により筋肉に負担がかかることも筋筋膜性疼痛症候群を引き起こす原因と考えられている。その他、貧血、カルシウム・カリウム・鉄分、ビタミンC/B-1/B-6/B-12不足なども筋筋膜性疼痛症候群発症の一つの要素になっていると考えられている。ただし、筋肉への過負荷等は患者自身に明確な認識が得られない場合もあり、これらの原因に対する自覚認識が無いことが筋筋膜性疼痛症候群では無いことを示すものでは無い。

## メカニズム
筋筋膜性疼痛症候群の痛みのメカニズムは以下のように考えられている。筋肉に索状硬結が発生するとその部分で酸素欠乏が起きる。酸素欠乏が起きると血液中の血漿からブラジキニンなどの発痛物質が生成されて、それが知覚神経の先端にある痛みを感じるセンサーであるポリモーダル受容器に取り込まれ、痛みの電気信号に変換され神経を伝わり脳に達し、痛みを感じる。
また、脳や脊髄は筋肉からの痛み信号をとらえて、無意識のうちに自律神経の一つである交感神経を働かせて、さらに索状硬結が発生している場所、及び周辺の筋肉の血管収縮を行わせる。その結果、再び酸素欠乏が発生し発痛物質が生成されて、痛みがさらに強くなると同時に、痛みの場所、範囲も広がる。このような脳や脊髄の働きにより痛みの連鎖が発生する。

## 診断
Dr.David G. Simonsが発表した筋筋膜性疼痛症候群の特徴であるトリガーポイントの識別基準の日本語要約は以下の通り。

### 必須基準
1. 触診可能な筋肉の場合、そこに触診可能な索状硬結があること。
2. 索状硬結に鋭い痛みを感じる圧痛点（部位）があること
3. 圧痛点を押した時に、患者が周辺部分を含む現在の痛みは圧痛点から来ていると感じること。
4. 痛みにより体の可動範囲に制限があること

### 確認すべき観察事項
1. 目視可能または、触診でわかる局所的な単収縮（筋肉の収縮）が所見できるか?
2. 針を圧痛点に刺すことにより、局所的な単収縮が所見できるか?
3. 圧痛点を圧迫することにより、周辺筋肉で痛みや痛みでは無いが何らかの感覚を感じるか?
4. 索状硬結の圧痛点における自然状態での電気活動を観測するために、筋電図を取得、観察する。

## 治療
一旦、強い筋筋膜性疼痛症候群を発症すると、患者自身ができる手法で短期回復は一般的に難しく以下のような治療を行う事が一般的である。

### 西洋医学
トリガーポイント注射と呼ばれる局部麻酔注射をトリガーポイントを含む圧痛点へ行う方法がDr.Janet G. Travellによって紹介され、それが標準的な治療方法となっている。この手法は局部麻酔により索状硬結を解き、血行を良くすることにより、2,3時間後に麻酔効果が無くなった後も継続的に痛みを解く事などを目的としており、一般的な神経根障害治療で行われる硬膜外ブロック注射、神経根ブロック注射とは部位も意味も全く異なる。最近の報告によると、局所麻酔薬を使用しなくても、注射針の刺入だけで効果が現れたり、鍼治療が効果があったケースも見られた。
このトリガーポイントブロック注射の効果は早ければ一回で現れるが、通常は最低でも数回の治療を行う。また、長期に渡り疼痛を発生させてしまっている重症の場合は、脳の痛みに対する複雑な働きも関与して、疼痛のメカニズムが複雑化してしまっている場合があり、投薬と並行して数ヶ月に渡る治療を行う事もある。
レーザー治療はプラセボを上回る結果を出しておらず、非推奨である。

### 東洋医学
鍼灸、マッサージ等の東洋医学においても筋筋膜性疼痛症候群の痛みを解消、軽減した実例が多く存在する。特に鍼については原理的に索状硬結部に直接作用させることが可能であることから効果が高いと考えられている。

## 線維筋痛症との関係
線維筋痛症（せんいきんつうしょう）は全身に原因不明の激しい痛みが生じる病気である。
筋筋膜性疼痛症候群と線維筋痛症は類似点が多くあり、線維筋痛症の診断基準の一つに圧痛点が11カ所以上に見られる事という基準がある。一方で、筋筋膜性疼痛症候群の診断基準は圧痛点が1か所以上に見られる事という基準であり、筋筋膜性疼痛症候群の全身症状が線維筋痛症であると考えられている。

### 線維筋痛症との違い
線維筋痛症（FMS）との関連がしばしば指摘されるが、筋筋膜痛症候群（MPS）の筋骨格痛が限局しているのに対し、線維筋痛症は全身、複数に及ぶ。MPSの関連痛が高頻度なのに対し、FMSは低頻度である。MPSの圧痛点が限局しているのに対しFMSは複数で全身性である。MPSがトリガーポイントがあるのに対し、FMSではない。MPSでは疲労、不眠、異常感覚、頭痛、過敏性腸症候群、浮腫感覚が低頻度なのに対しFMSでは、これらが高頻度で起こるなどの違いがある。筋筋膜痛症候群は筋肉の使い過ぎが原因で起こる痛みと考えられるのに対し、線維筋痛症は、全身性の慢性疼痛である点などが違う。

## 椎間板ヘルニアなど神経根障害との誤診に対する警告
筋筋膜性疼痛症候群の痛みは、他の多くの病気と誤診されることがある。例えば、椎間板ヘルニア、脊柱管狭窄症、すべり症、坐骨神経痛、椎間板症、分離症、椎間関節症、変形性関節症、変形性脊椎症、梨状筋症候群、頸肩腕症候群、腱鞘炎、半月板障害などいわゆる骨格系の異常により神経を圧迫している神経根障害の痛みと誤診される事がある。この誤診に対して複数の学者、医師から警告が出されている。

### 事例
有名な誤診事例の一つとして、筋筋膜性疼痛症候群を発表したDr.Janet G. Travellはジョン・F・ケネディ大統領の主治医であった。ケネディー大統領は椎間板ヘルニアと診断をされて、ヘルニアに対する手術をしたが、症状が改善せず、続いて脊椎固定手術をして更に症状が悪化。その後、このDr.Janet G.がケネディー大統領をこの筋筋膜性疼痛症候群と診断、トリガーポイント注射などの治療を施して、症状が大幅に改善した事例がある。

### 最初の警告
Dr.Janet G. TravellとDr.David G. Simonsは執筆した『Travell & Simons’ Myofascial Pain and Dysfunction: The Trigger Point Manual （筋筋膜性疼痛と機能障害:トリガーポイントマニュアル）』にて、痛みの部位毎に誤診される可能性がある病名の例を上げ、筋筋膜性疼痛症候群が他の病気と誤診されているとの警告を出した。

### 海外での警告
Dr.Janet G. TravellとDr.David G. Simonsによる警告の他、後発の他の医学書などでも多くの警告が発せられている。例えばDr.I. Jon Russell が執筆した『Clinical overview and pathogenesis of the fibromyalgia syndrome, myofascial 』では、以下のような警告が書かれている。
日本では使用している言語の違いもあり、日本人にとってこれらの警告を直接的に見聞きする機会は非常に少なく認知度も低い。

### 日本での警告
日本では、多くの筋筋膜性疼痛症候群を治療している整形外科医の加茂淳などが、この誤診に関する警告を発しているが、その警告に対して十分な検討がなされているとは言えず、筋筋膜性疼痛症候群に対する認知も進んでいない。実際に、他国では国際筋痛症学会(International MYOPAIN Society)など筋筋膜性疼痛症候群を含む筋肉の疾患について研究する学会も組織されているが、日本ではこのような組織も無く、筋筋膜性疼痛症候群の情報を探しても日本語の文献は非常に少ない状態である。

## 歴史
- 筋筋膜性疼痛症候群は1983年にアメリカの医師en:Janet G. TravellとDr.David G.Simonsが執筆した『Travell & Simons’ Myofascial Pain and Dysfunction: The Trigger Point Manual （筋筋膜性疼痛と機能障害: トリガーポイントマニュアル）』にて明確に発表された。
- 1990年にDr.David G. Simonsが筋筋膜性疼痛症候群の診断基準を発表。
- 現在トリガーポイントの第一人者、関西医療大学（旧関西鍼灸大学）の黒岩共一教授（鍼灸師）らの研究によりTravell & Simonsの時代には解明されていなかった部分が増補・修正され、より高度な医療へと進化している。
- 近年、結合組織(Fascia)・筋膜(Myo-Fascia)の機能に注目し疼痛治療を発展させている組織に、JMPS研究会(日本筋膜性疼痛症候群研究会)がある。

医師主体の組織ではあるが、鍼灸・理学療法等幅広い技術を検証しつつ、エコーガイド下で筋膜をリリースする注射療法を開発。離島・僻地であっても、大掛りな設備がなくても、貢献出来る技術である。
評価されるべきである。